# Avenir lycéen
Le texte peut changer fréquemment, n’est peut-être pas à jour et peut manquer de recul. 
Le titre et la description de l'acte concerné reposent sur la qualification juridique retenue lors de la rédaction de l'article et peuvent évoluer en même temps que celle-ci.
Avenir lycéen (abrégé en AL ou AvL) est une organisation lycéenne fondée en décembre 2018, créée pour soutenir les réformes de Jean-Michel Blanquer, alors ministre de l’éducation nationale, et accusée
d’avoir dilapidé des subventions publiques.

## Histoire
L'association « Avenir lycéen » est fondée en novembre 2018 dans le contexte des grèves et blocages contre la réforme du baccalauréat ayant donné lieu à de nombreuses manifestations. Dans ce contexte, les syndicats lycéens de gauche (Union nationale lycéenne, Fédération indépendante et démocratique lycéenne, Syndicat général des lycéens et Mouvement national lycéen) conduisent une lutte active contre les réformes du lycée et du baccalauréat conduites par le ministre de l'Éducation nationale Jean-Michel Blanquer,.
Avenir lycéen affirme alors, aux côtés de la PEEP, respecter la grève à condition qu'elle ne porte pas atteinte au bon déroulement des cours et des épreuves.

## Controverses

### Allégation de dépense irrégulière d'une subvention publique
Le 8 novembre 2020, Mediapart affirme qu'une partie de la subvention octroyée à Avenir lycéen (65 000 euros) est dépensée de manière inappropriée. Une partie de la subvention, 5 000 euros d'après le syndicat, aurait été dépensée dans des restaurants étoilés et des hôtels de luxe. À la suite de ces révélations, le ministère de l'Éducation nationale Jean-Michel Blanquer diligente une enquête administrative afin de « déterminer la responsabilité de chacun ».
Le 20 janvier 2021, une nouvelle enquête de Mediapart, montre que 7 401 euros ont été remboursés, ce qui contredirait la version du ministère selon laquelle il n'y aurait que 5 000 euros de dépenses irrégulières.
Le 16 mars 2021, la presse révèle qu'une enquête pour « détournement de biens publics » a été ouverte le 1er décembre 2020. Elle a été confiée à la brigade de répression de la délinquance économique,.
Le procès des responsables a lieu en novembre 2023, il concerne les conditions d'utilisation de la subvention, pas ses conditions d’octroi ou de contrôle. Deux responsables sont condamnés vendredi 22 décembre à huit mois de prison avec sursis.

### Soupçon de manipulation par le ministère de l'Éducation nationale
Le 20 novembre 2020, une enquête de Libération rapporte que plusieurs élus au Conseil académique de la vie lycéenne auraient été approchés par leur rectorat pour communiquer sur les réseaux sociaux afin de stopper les blocages en utilisant le hashtag #AvenirLycéen quelque temps avant la création de l'association. Les rectorats auraient également contribué à la rédaction des communiqués de l'association pour marginaliser les syndicats lycéens.

### Liens occultes avec l'association «Les lycéens!»
Le 20 janvier 2021, Mediapart révèle qu'un appartement loué par Avenir lycéen a servi pour une réunion de préparation de campagne aux élections lycéennes du conseil supérieur de l'éducation. Le lendemain dans Libération, Enzo Moreau, 18 ans, trésorier d'Avenir lycéen, accrédite cette thèse et affirme ne pas vouloir « porter la responsabilité des malversations financières ».
De son côté, Alexia Desdevises, ancienne présidente d'Avenir lycéen, et membre fondatrice de la liste « Les lycéens » affirme dans Libération n'avoir utilisé aucun moyen de l'association et avoir fait ça sur son temps libre.

### Suites judiciaires
Le 22 décembre 2023, après avoir été reporté à la demande des accusés, le délibéré du tribunal correctionnel de Paris tombe. Deux anciens dirigeants, Enzo Moreau, trésorier au moment des faits et Nathan Monteux « leader officieux », sont condamnés à huit mois de prison et 5 000 euros d’amende avec sursis, ainsi qu'à une peine d’inéligibilité de trois ans. Le second indique avoir fait appel.  
En parallèle, l’État s'est constitué partie civile au procès, et demande le remboursement des 65 000 euros de subventions, dans une procédure qui devrait aboutir en septembre 2024.  

## Prises de position
En mars 2019, Avenir lycéen affirme son soutien de la grande marche des jeunes pour le climat et publie quatorze propositions à ce sujet.

## Représentativité
La liste Avenir lycéen est élue au Conseil supérieur de l'éducation en avril 2019, où l'association obtient deux des quatre sièges réservés aux lycéens. Les deux autres sièges sont remportés par la liste « Lycéens au centre ».